# Carl Galle
Carl August Engelbert Galle (Berlino, 5 ottobre 1872 – Pankow, 18 aprile 1963) è stato un mezzofondista tedesco.
Partecipò alle gare di atletica leggera delle prime Olimpiadi moderne che si svolsero ad Atene nel 1896, nei 1.500 m, finendo al quarto posto, in 4'39"0.